# 大有巴士
大有股份有限公司，簡稱：大有巴士，是一家臺灣的客運公司，主要業務為經營臺北聯營公車與國道客運公車。

## 沿革

### 創立
大有巴士成立於1969年3月24日，早期總部位在臺北市中正路1081號（今南京東路五段、吉祥路口附近）。在臺北市公車尚未聯營的時代，該公司服務區域以南港區、松山區以及信義區為主。
大有巴士創辦人暨首任董事長張文明，曾任資源委員會汞業管理處四川分處公務員、台灣電力公司專員，1964年辭去公職，1969年創立大有巴士，也是臺灣電視公司《群星會》歌星范婉曲的前夫。

### 接手經營與業績成長

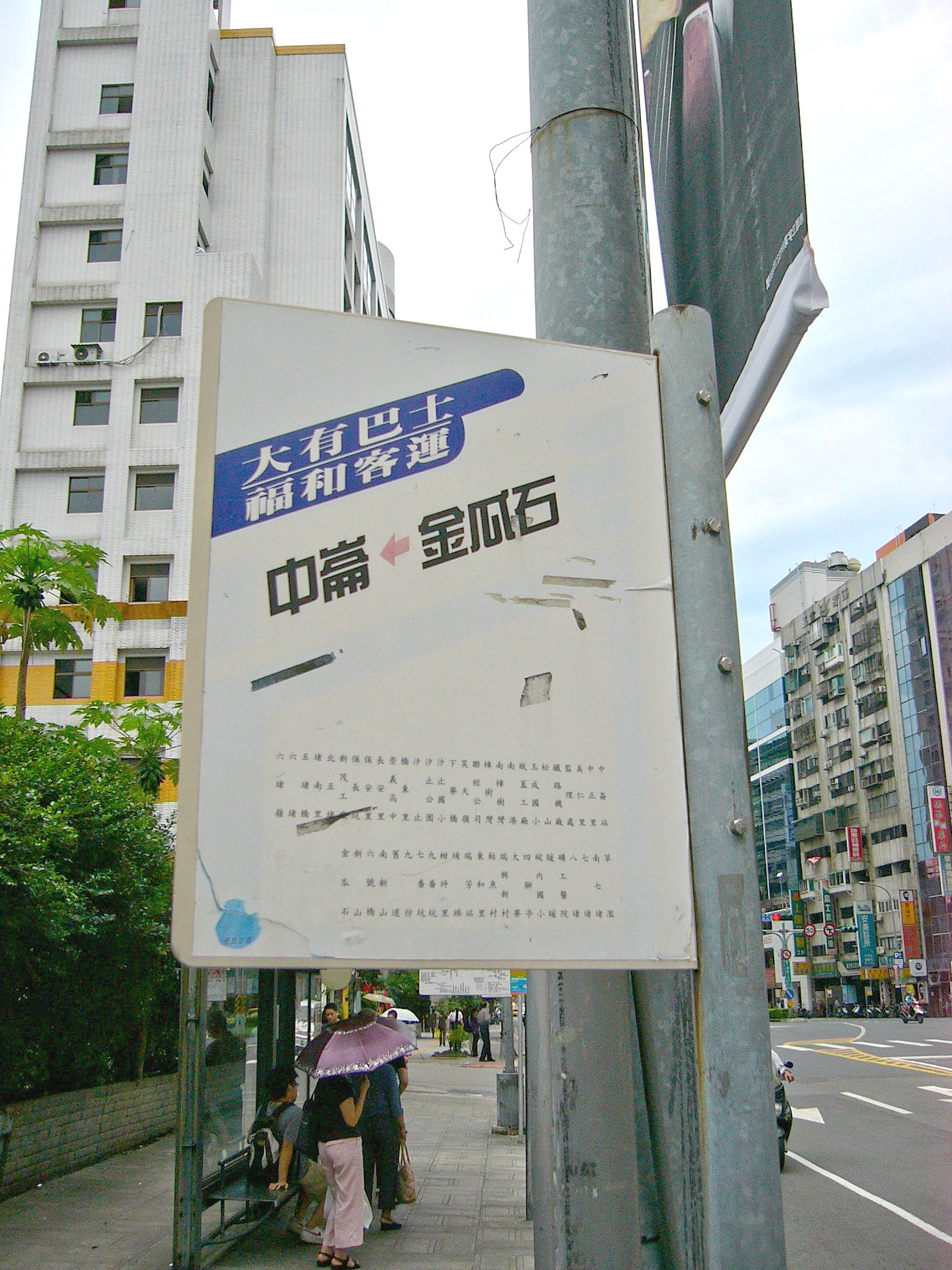
1990年代的大有巴士與福和客運站牌格式

1985年，在一次偶然機會裡，臺北市婦產科名醫吳東瀛毅然接手當時搖搖欲墜的大有巴士，並以靈活的經營手法使公司成功轉虧為盈，成為臺北市當時最賺錢的民營公車業者。1993年6月，大有巴士總共擁有公車364部與駕駛員542人，僅次於台北市公車處。

### 規模擴張與債務增加
在吳東瀛董事長任內，大有巴士陸續併購台灣北部的一些客運公司，如基隆客運、欣和客運（現新北客運）及福和客運。他接手公司之後，先決定接手基隆客運；但在基隆客運經營權移交前，他又談妥買下福和客運；不料在接手福和客運之後才發現公司必須額外承接福和客運負債約新台幣14億元，且利息沉重；由於已無法推辭基隆客運，只好同時接手基隆客運與福和客運。1996年，因不堪債務壓力，吳東瀛決定出售基隆客運、台北市私立景美綜合醫院與台北市私立內湖綜合醫院。1995年，欣和客運（現新北客運）被轉讓給淡水客運董事長呂良宗。1996年，吳東瀛再把基隆客運轉手給呂良宗。2000年代末期（約2008年前後），福和客運完全獨立。在大有巴士被車體廠國際山霖汽車接手後，吳東瀛退出經營。2010年，國際山霖汽車因種種原因被迫結束營業，大有巴士營運復由吳東瀛代為主持。

### 成為台灣巴士通子公司
2012年下半年，大有巴士成為台灣巴士通投資控股之子公司。

### 更換經營團隊
2013年3月，因長期之經營權與債權問題，大有巴士再度更換經營團隊，董事長由游孟輝接任。

## 品牌及英文名稱
大有巴士創業時英文原名『Da-Yu Bus Co., Ltd.』，吳東瀛任董事長後改為『Toward You Bus Co.』，2000年改為『Taiwania Bus Co.』，又於開始經營國道客運路線後改『Air Bus Co.』。2008年5月林文彬接任董事長後，2009年5月改為『CitiAir Bus Co.』。

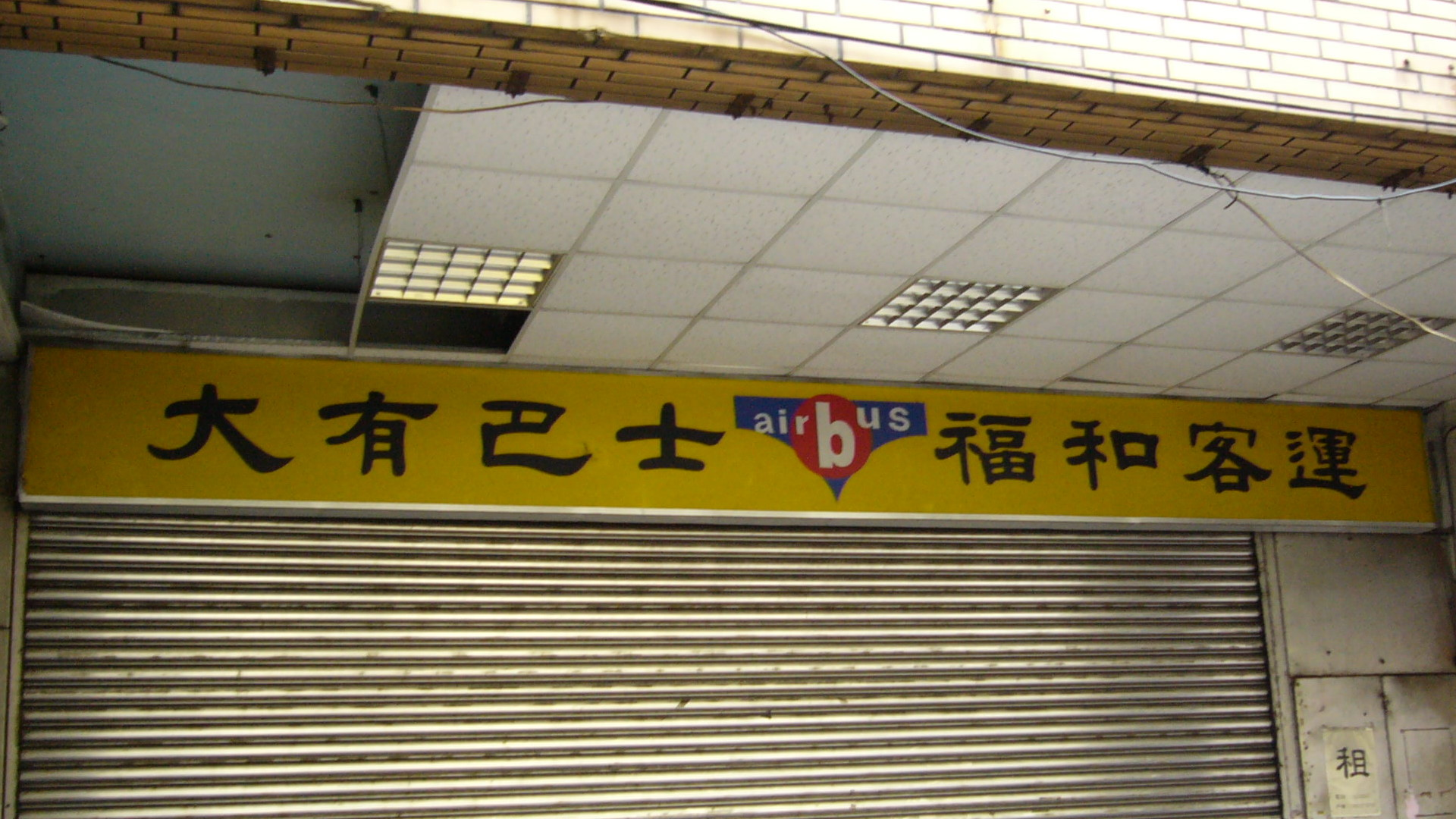
2000年代的大有巴士與福和客運聯名招牌，圖中可見大有巴士第三代商標
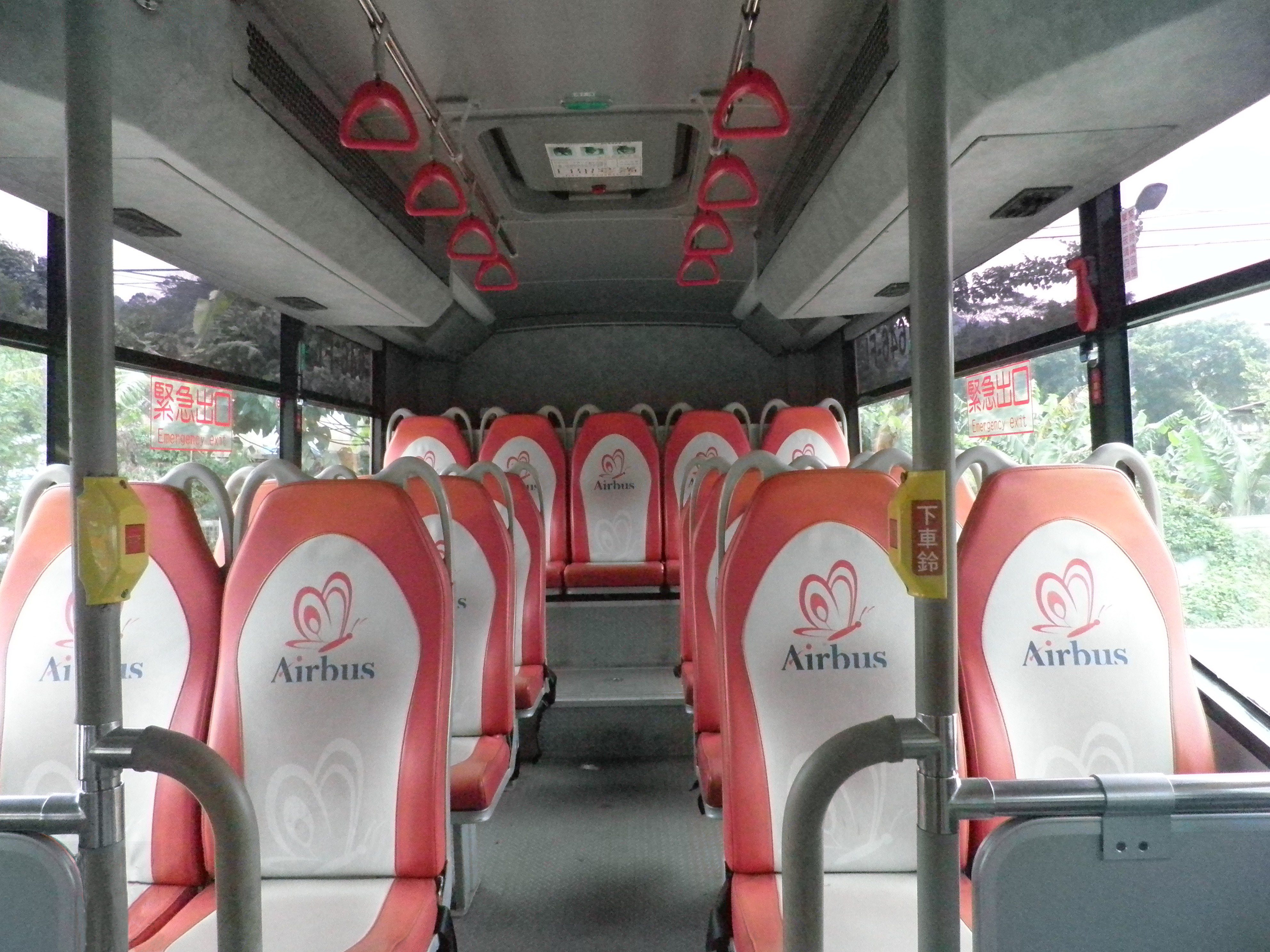
大有巴士2006年車廂座椅上的第四代商標

## 經營事件

### 評鑑、財務及經營表現
在台北聯營公車的營運單位之中，大有巴士歷年來之肇事件數最多，卻擁有為數不少的「黃金路線」（高營收路線）；從2003年以來，十次「臺北市聯營公車服務評鑑」中，該公司都只得到乙等或丙等。此外，該公司在2000年代中期之後時常傳出財務危機，並有股權糾紛。由於上述因素，該公司在近年評鑑中往往結果不甚理想。在新團隊於2008年5月進駐（林文彬接任董事長）後，2008年下半評鑑結果獲得甲等，之後漸有提升。在經營手法上，大有巴士開始經營國道客運路線後，曾經與福和客運及豪泰客運合作發行會員卡「ABC行家卡」給予乘客乘車優惠，但成效不彰。

### 爭議事件
1992年11月12日下午，工人立法行動委員會（工委會）等工運團體組成「三法一案行動委員會」發起「1112工人鬥陣大遊行」，鄭村棋擔任遊行總指揮，表達關切「勞動三法」（《勞動基準法》、《工會法》、《勞資爭議處理法》）修法進度與基隆客運罷工案（簡稱「三法一案」）；遊行至臺北縣土城市青雲路大有巴士總部時，指揮人員指揮群眾向大有巴士總部丟擲雞蛋，抗議吳東瀛漠視基隆客運勞工權益。
1997年9月11日，由於大有巴士聯營307路多次未依核定路線行駛，臺北市政府交通局除依規定處以罰鍰外，並吊扣該路線十部車輛行車執照及車輛號牌一個月，減少班次由其他客運公司車輛補足。
2005年8月，大有巴士李姓駕駛員出車禍，大有巴士連續31個月扣李姓駕駛員月薪新台幣1萬元作為賠償準備金，大有巴士董事長吳東瀛因此被台北地檢署依《勞動基準法》起訴。
2006年，大有巴士因出車率低、肇事率偏高、車況不理想、脫班情況嚴重及服務態度惡劣等而在2006年第一期「臺北市聯營公車服務評鑑」中獲得丙等，被臺北市政府交通局扣最高公里營收路線「信義幹線」(現為88路線)的車額10輛，為期3個月，並由首都客運接駛部分班次營運至2007年3月31日止。
2007年5月，大有巴士無法繼續經營旗下全部的營運路線，釋出台北市聯營公車路線203、205、279、284、286及捷運接駁公車藍10、藍12、藍21共8條路線，205於5月31日移交台北客運營運；284及藍10於5月31日移交首都客運營運（同時復駛284直達車）；203及279於6月1日移交中興巴士及光華巴士共同營運；藍21於6月1日併入新北客運(前身為欣和客運)藍22；286及藍12於5月31日移交大都會客運營運。
2008年4月21日，親民黨台北市議員黃珊珊召開記者會，引用臺北市政府交通局的統計資料批評，大有巴士近三年來發生74件肇事案件，造成36人受傷、2人死亡；而大有巴士在2005年購入36輛新車、2006年購入59輛新車、2008年購入11輛新車，顯示大有巴士「寧願把錢拿去買新車」也不願處理肇事理賠事宜。出席該場記者會的十多位大有巴士退休員工表示，為大有巴士奮鬥近20年的他們退休至今近四年，有的完全沒領到退休金，有的循法律程序才拿回一點點退休金。大有巴士總經理林文彬在該場記者會中表示，大有巴士絕對有誠意來處理這些問題，但前提是要讓他們能夠經營下去。
2008年6月17日至7月17日，由於大有巴士未積極處理肇事理賠案件與員工退休金問題，大有巴士遭臺北市政府交通局依《公路法》第77條吊扣信義幹線全部車輛牌照一個月，同時限制該公司從其他營運路線調車支援，期間由大都會客運與首都客運支援車輛營運信義幹線。同年度，大有巴士因積欠款項，導致2002年出廠的三菱扶桑RK127JL全數遭順益汽車拖回廠內，其中10輛已經被彰化客運買走，其餘車輛轉賣南台灣客運、豐原客運等業者。
2011年4月13日，中國國民黨台北市議員李慶元召開記者會指控，大有巴士涉嫌利用疑似人頭或虛假債權人，領取被法院扣押的台北市政府補助款。
2011年4月25日，吳東瀛與大有巴士董事長薛金長赴台北地檢署，控告林文彬涉嫌偽造有價證券；吳東瀛指控，和他結為親家的林文彬不但結合大有巴士大股東林富慧爭奪大有巴士經營權，還偽造董事簽名、印製假股票；林文彬反批，吳東瀛胡說八道，請吳東瀛拿出證據。
2011年7月19日，大有巴士傳出部份員工因為卡債強制扣薪1/3，但錢被大有巴士扣留，沒有實際還給銀行。在中國國民黨立法委員盧嘉辰陪同下揭發本案的前大有巴士林姓駕駛員說，大有巴士涉嫌侵占二十多名員工的扣款達新台幣六百多萬元，三、四年前甚至有二、三名和他相同遭遇的員工最後燒炭自殺；大有巴士董事長薛金長表示，林姓員工所指控的是前任董事長林文彬任內的事，大有巴士已控告涉嫌掏空該公司的林文彬，希望林姓員工找他面對面談，不要在外亂放話。薛金長說，他在2010年9月才接任大有巴士董事長，前經營團隊將資料全都帶走，他對指控內容並不知情。
2011年11月8日，台北地檢署偵辦大有巴士股權糾紛案，依詐欺罪起訴林文彬與林富慧，理由是兩人佯稱以新台幣五千萬元購買吳東瀛持股，但支票兩度跳票。
2012年3月15日，因為大有巴士虧損及財務日遽惡化、且仍有未按規定提撥（或提繳）勞工退休金等情事，臺北市政府交通局自2012年3月16日起停止大有巴士之車輛行駛聯營307線，永久收回該路線經營權，同時指定首都客運接駛該路線。
2012年4月19日，大有巴士遭臺北市政府交通局永久收回聯營307線，導致資金調度困難，一群退休員工出面抗議台北市政府，連一個月新台幣2萬元的退休金都無法發放。直到2013年3月，大有巴士再度更換新經營團隊，由游孟輝接任董事長職務至今，目前員工薪水問題已經解決。
2013年7月20日，大有巴士聯營263線停駛，263由臺北客運單獨營運。
2013年10月29日，無黨籍台北市議員林瑞圖陪同大有巴士董事長游孟輝召開記者會，林瑞圖指控，吳東瀛在擔任大有巴士董事長期間涉嫌掏空大有巴士近新台幣30億元，包括來自台北市聯營公車管理中心的票款匯入吳東瀛妻子及福和客運帳戶，以大有巴士公款支付福和客運油料、維修費用等。游孟輝說，吳東瀛擔任大有巴士董事長期間疑似以大有巴士公款併購福和客運，大有巴士現任經營團隊已針對吳東瀛等人提告背信、侵占罪名。游孟輝說，現任福和客運董事長的吳東瀛之子吳罡擬出售福和客運，大有巴士已提起訴訟確認擁有福和客運所有權，呼籲檢調限制吳東瀛出境。台北市政府交通局表示，大有巴士內部經營與財務問題爭議屬商業行為，大有巴士經營團隊已循司法途徑解決，北市府不介入。至於大有巴士與聯管中心的約定，交通局說，並不清楚。
2013年11月19日，大有巴士被民眾投訴在清水站違法私設兩個油槽儲存將近3萬公升柴油，危害公共安全，遭新北市政府經濟發展局依《石油管理法》第40條裁處新台幣100萬元罰鍰。
2014年6月28日，大有巴士正式退出262區間車營運，自此262區間車全由大都會客運負責行駛。

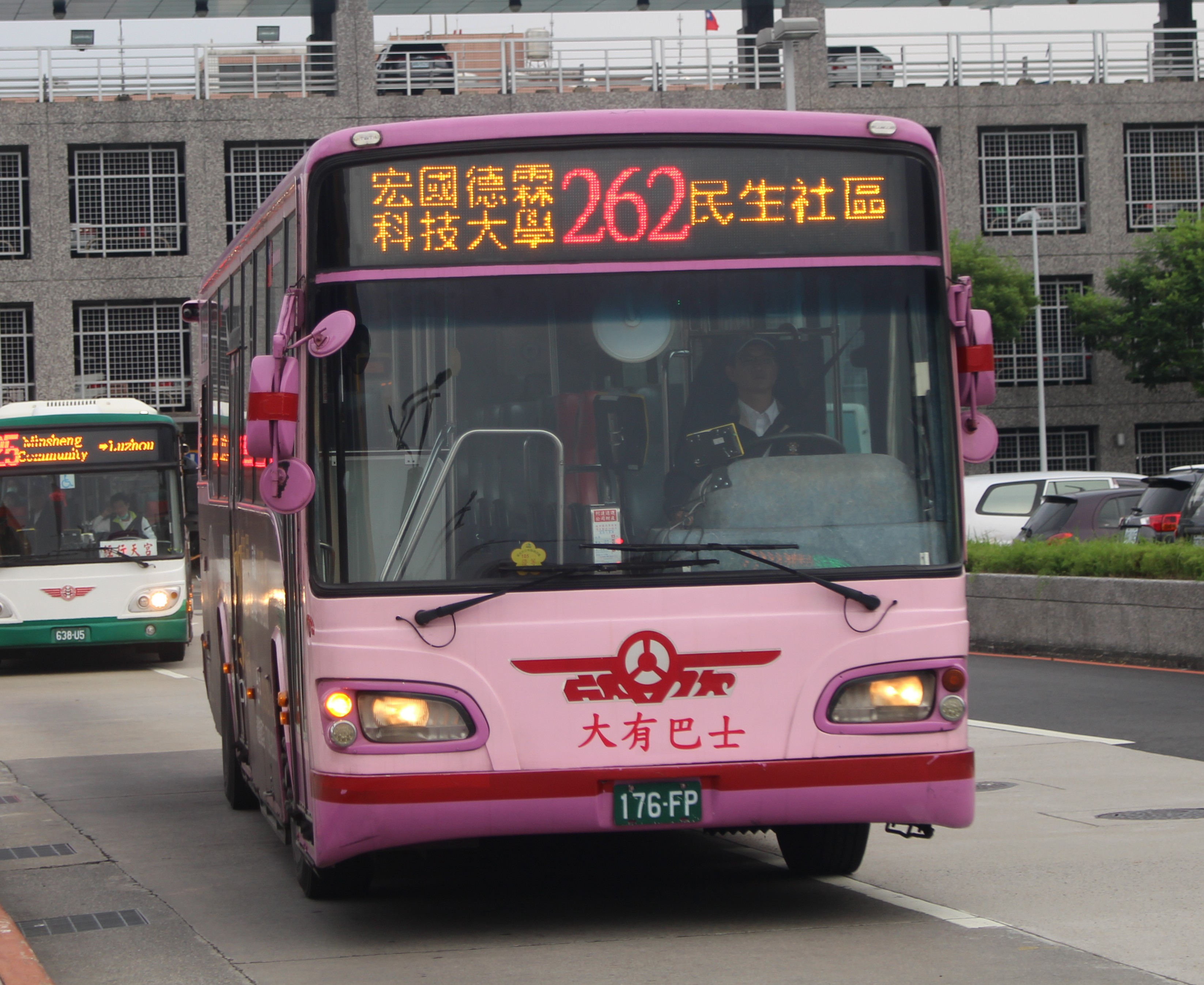
大有巴士於2017年租用同業欣欣客運車輛行駛262全程車，本路線已釋出，現由大都會客運接駛

2017年4月20日，大有巴士因股東積欠新台幣千萬元債務，14輛公車被法院查封，但不影響行車。
2017年8月16日，大有巴士212區間車停駛。
2018年2月14日，大有巴士新闢88路線區間車，起訖點為南港花園社區－臺北車站。
2018年3月17日，大有巴士因營運考量釋出262全程車，臺北市政府交通局指定大都會客運接駛該路線。
2019年4月底完成所有臺北聯營公車路線配車汰換為低地板公車
2023年6月30日加入臺北市幹線公車營運。
2024年7月1日，本公司與台中客運因營運考量釋出9012路線，由統聯客運接駛。(停駛前因疫情影響本公司僅每週六開行1車次)

## 經營路線

### 臺北市聯營公車[21]
一般路線
| 路線編號  | 營運區間                             | 備註 |
| --------- | ------------------------------------ | --- |
| 88        | 重陽路－臺北車站                     | 原信義幹線路線 配置10輛低地板公車(全數與88區間車共用)                                                   |
| 88區間車  | 南港花園社區－臺北車站               | 原信義幹線路線 配置10輛低地板公車(全數與88共用)                                                         |
| 212       | 舊莊－青年公園                       | 配置22輛低地板公車(與212直達車共用)                                                                     |
| 212直達車 | 舊莊－青年公園                       | 配置22輛低地板公車(與212共用)                                                                           |
| 257       | 行政院新莊聯合辦公大樓－南港花園社區 | 配置21輛低地板公車(部分與內湖科學園區通勤專車11共用) 例假日(時間:08:00、12:00、16:00)班次為狗狗友善公車 |

幹線公車
| 路線編號 | 營運區間                       | 備註                                                              |
| -------- | ------------------------------ | ----------------------------------------------------------------- |
| 北環幹線 | 中華科技大學－北投士林科技園區 | 原620路線 配置25輛低地板公車， 自112年6月30日改號(與光華巴士聯營) |

捷運接駁路線
| 路線編號 | 營運區間                 | 備註              |
| -------- | ------------------------ | ----------------- |
| 藍25     | 中華科技大學－捷運昆陽站 | 配置2輛低地板公車 |

內湖科學園區通勤專車路線
| 路線編號                         | 營運區間                                                                 | 備註 |
| -------------------------------- | ------------------------------------------------------------------------ | --- |
| 內湖科學園區通勤專車11           | 新莊－內湖科學園區                                                       | 配置1輛低地板公車(與257共用) |
| 內湖科技園區南港軟體園區雙園巴士 | 內湖科學園區－南港軟體園區 Neihu Technology Park －Nangang Sofeware Park | 民國113年7月3日起開通，例假日停駛，與首都客運、大都會客運、三重客運、中興巴士、光華巴士、大南汽車、臺北客運、欣欣客運、東南客運共同聯營，與北環幹線路線共用配車。 |

### 國道客運路線[22]
※各路線「備註」符號表示：表示該線可使用悠遊卡付款乘車，表示該線有配置復康巴士。

機場端使用悠遊卡的乘客，需先至櫃臺辦理劃位。
| 路線編號 | 原有編號 | 營運區間                                                                       | 備註                                                                           |
| -------- | -------- | ------------------------------------------------------------------------------ | ------------------------------------------------------------------------------ |
| 1960     | 31       | 市府轉運站－桃園機場 City Hall Bus Station - T.I. Airport                      | 東線 配置一輛復康巴士 因疫情影響目前每日僅開行8車次                            |
| 1961     | 32       | 台北花園酒店－桃園機場－大園（直達） Taipei Garden Hotel - T.I. Airport        | 西線，不經南崁 配置一輛復康巴士，與1961A共用 因疫情影響目前停駛                |
| 1961A    | 33       | 台北花園酒店－桃園機場－大園（通勤） Taipei Garden Hotel - T.I. Airport        | 大園線 配置一輛復康巴士，與1961共用 因疫情影響目前每日僅開行9車次              |
| 1962     | 34       | 新北板橋轉運站－土城、捷運永寧站－桃園機場 Banqiao Bus Station － T.I. Airport | 板橋線經土城、捷運永寧站 配置一輛復康巴士 因疫情影響目前每日僅開行8車次        |
| 1968     |          | 捷運新店站－中和、三峽－桃園機場 MRT Xindian Station － T.I. Airport           | 三峽線經中和、三峽 配置一輛復康巴士，與1968A共用 因疫情影響目前每日僅開行8車次 |
| 1968A    |          | 捷運新店站－中和－桃園機場 MRT Xindian Station － T.I. Airport                 | 新店線，不經三峽 配置一輛復康巴士，與1968共用 因疫情影響目前停駛               |

## 場站資訊
| 站名           | 站址                          | 調度路線                            | 備註 |
| -------------- | ----------------------------- | ----------------------------------- | --- |
| 舊莊站         | 臺北市南港區舊莊街二段13號    | 212、212直                          | 近大都會客運舊莊站，原地址舊莊街二段17號因地主收回而遷至13號，部分車輛停放中華站                                  |
| 中華站         | 臺北市南港區研究院路三段168號 | 88、88區、北環幹線(620)、藍25、1960 | 近中華科技大學，臺北客運中華站斜對面                                                                              |
| 新莊站         | 新北市新莊區中央路578號旁空地 | 257、內科11、1961、1962、1968       | 原位於泰山泰林路用地被收回改在昌鑫停車場中央站內分租一塊空地使用，出入口由停車場出入 鄰近桃園機場捷運新莊副都心站 |
| 秀朗站(景文站) | 臺北市文山區                  | 1961、1962、1968                    | 與同業者利達通運共用場地                                                                                          |
| 重陽站         | 臺北市南港區重陽路279號       | 88、88區(僅中途休息不負責調度)      | 與三重客運共用場地                                                                                                |
| 北士科站       | 台北市北投區福美路(近洲美街)  | 北環幹線(620)(僅中途休息不負責調度) | 與中興巴士、光華巴士共用場地                                                                                      |

## 關係企業
- (新)利達通運股份有限公司（页面存档备份，存于）

## 外部連結
- 大有巴士（页面存档备份，存于）
- 大有巴士的Facebook專頁
- 運輸知識庫巴士交會點（页面存档备份，存于）
- 暢行台北-公車客運資訊站 （页面存档备份，存于）
- 大有巴士路線時刻表 （页面存档备份，存于）